# رجا تشاودري
رجا تشاودري (بالهندية: राजा चौधरी؛ بالإنجليزية: Raja Chaudhary) هو منتج أفلام وممثل هندي، ولد في 23 يوليو 1975 في ميروت في الهند.

## وصلات خارجية
- رجا تشاودري على موقع IMDb (الإنجليزية)
- الموقع الرسمي